# Grifo di Tancredi
Grifo di Tancredi, anciennement appelé Maestro di San Gaggio, est un peintre italien de l'école florentine, mentionné en Toscane entre 1271 et 1312.

## Biographie
Les repères documentaires, malgré sa longue carrière, ne sont pas très nombreux,. Il est mentionné pour la première fois en 1271 à Volterra comme louant une boutique avec un autre peintre – un certain Filippo di Jacopo. En 1281, il (Grifa tancredi) reçoit un paiement pour des travaux de peinture sur la Fontana Maggiore à Pérouse. En 1295, un acte notarial indique qu’il a pris un apprenti. En 1297 apparaît la première occurrence de son nom dans le registre des peintres florentins. Le 30 septembre 1303, il reçoit un paiement pour une fresque exécutée au Palazzo Vecchio à Florence, représentant l’assaut du château de Pulicciano par les Guelfes blancs en cette même année 1303. La dernière occurrence de son nom figure dans le registre florentin en 1312.

## L’œuvre
La reconstitution de l’œuvre de Grifo di Tancredi débute en 1946, lorsque Garrison identifie, sous quatre peintres anonymes, des œuvres de la fin du Duecento, avant que Roberto Longhi ne les regroupe comme étant d’un seul auteur qu’il nomme « Maestro di San Gaggio » (d’après l’œuvre principale : la Madone dite « de San Gaggio »). Ce n’est qu’en 1988, que Miklós Boskovits déchiffrant l’inscription fragmentaire du panneau d’Édimbourg, déterminera l’identification du Maestro di San Gaggio à Grifo di Tancredi.
Le parcours stylistique de Grifo di Tancredi est un remarquable témoignage des révolutions picturales survenues à la fin du Duecento. En effet, si l’ensemble de son œuvre reste marquée par les stéréotypes byzantins (à l’image du Maître de la Madeleine, influence première si manifeste que certains voient en Grifo l’un de ses disciples), elle fit pourtant sienne, et de manière très précoce, de 1270 à 1290 environ, la leçon vigoureuse de Cimabue, avant d’intégrer — au tournant du siècle — les innovations du jeune Giotto. Aussi, surtout si elle est examinée en connaissance des évolutions futures, l’œuvre peut parfois apparaître déroutante, curieux mélange entre tradition et renouveau, même si fortement personnelle.

### Diptyque d'Amsterdam

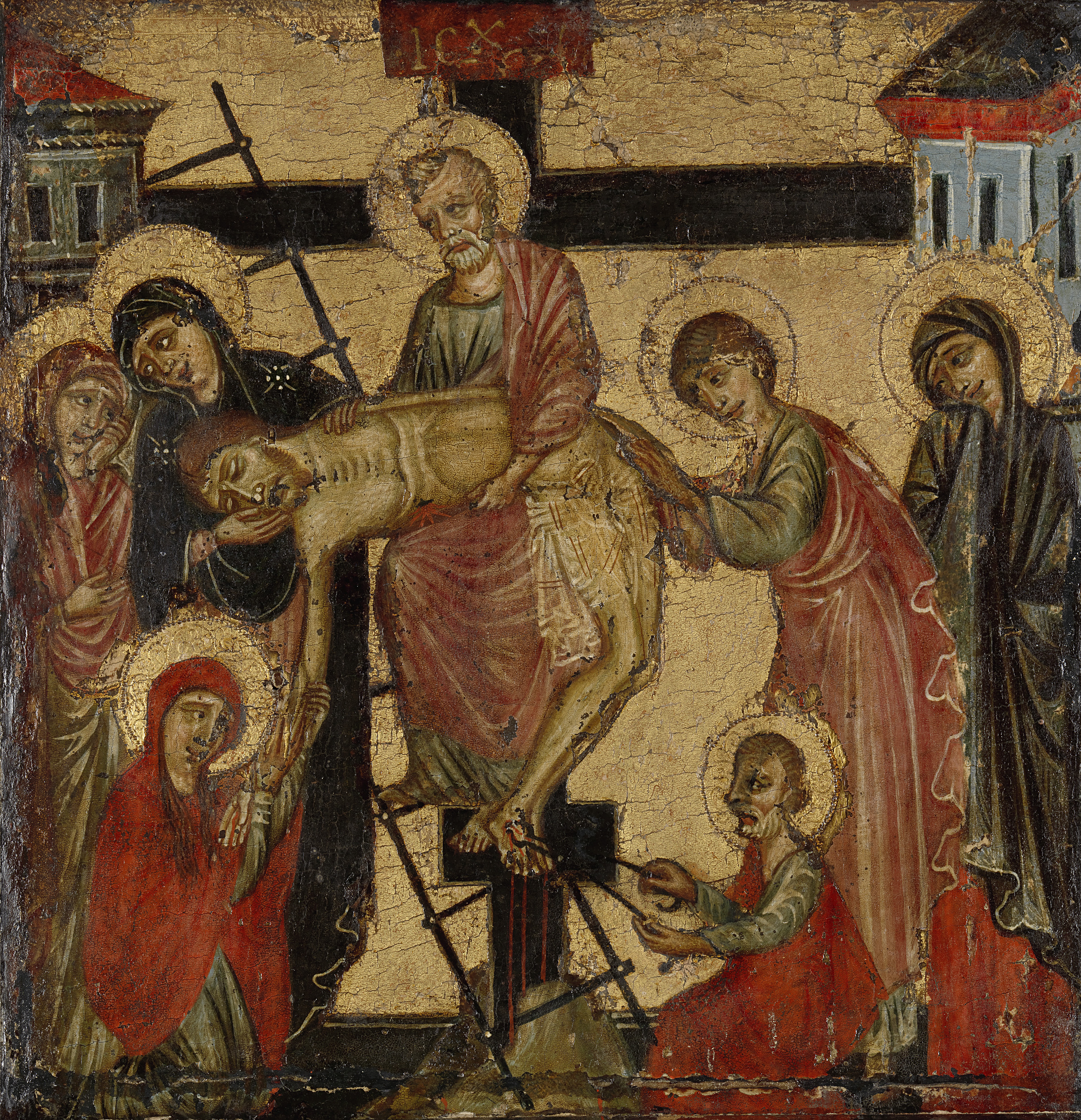
Déposition de Croix, Amsterdam, Rijksmuseum (inv. SK-A-3392).
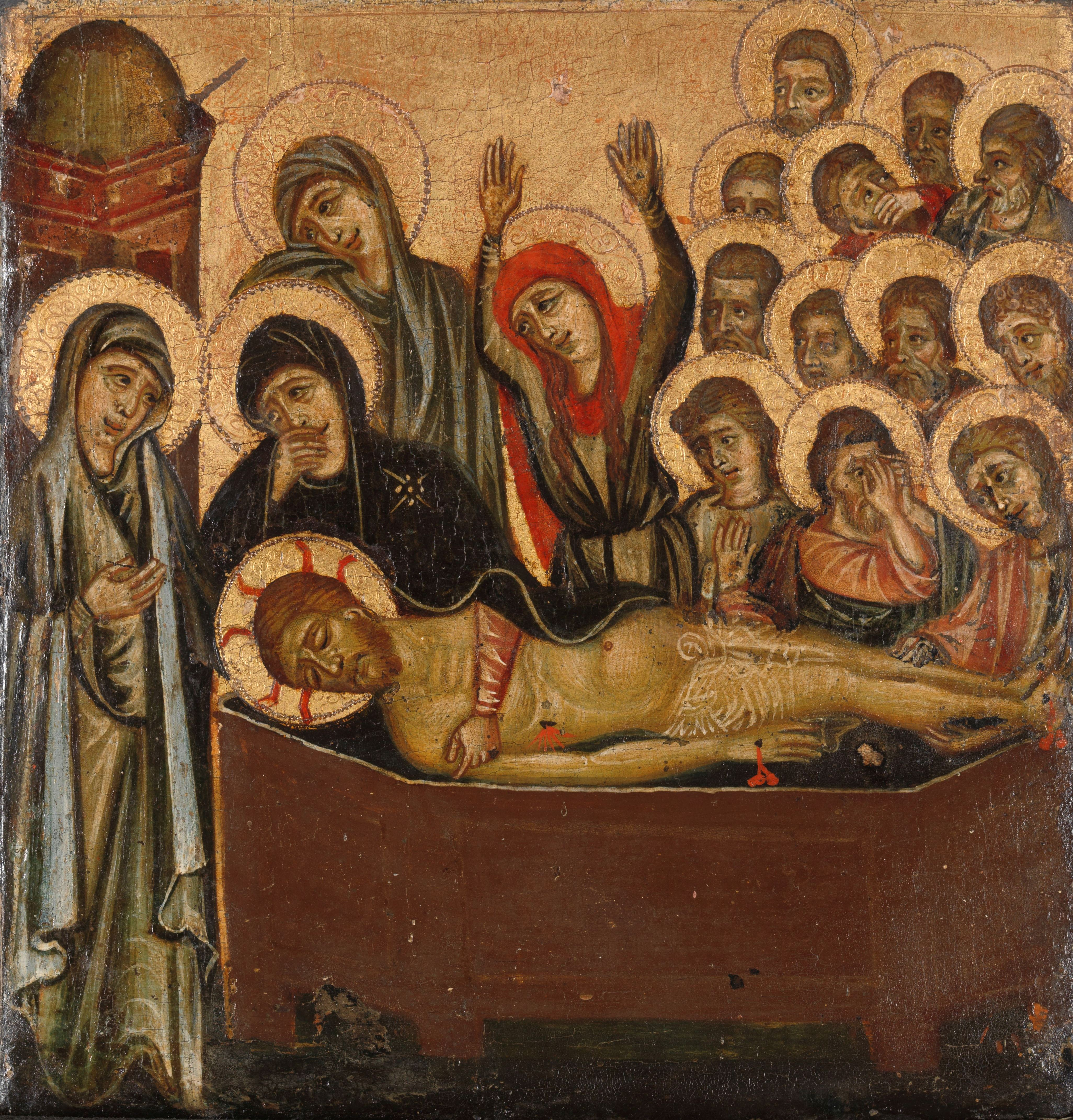
Mise au tombeau, Amsterdam, Rijksmuseum(inv. SK-A-3393).

La plus ancienne œuvre attribuée est le Diptyque d'Amsterdam (vers 1275-1280, Amsterdam, Rijksmuseum) représentant la Déposition de Croix et la Mise au tombeau, fragments d’un vraisemblable tabernacle (dossale) représentant les Épisodes de la Passion (Tartuferi cite d’autres fragments autrefois dans la collection Harris à Londres). Si l’ensemble de la composition est typiquement hérité du Maître de la Madeleine,, les personnages très expressifs – notamment par leurs gestes, leur visage – font inévitablement penser à Cimabue. L'attribution de ces panneaux reste très débattue entre les peintres florentins influencés par le Maître de la Madeleine, entre Grifo di Tancredi et Corso di Buono notamment.

### Polyptyque Artaud de Montor

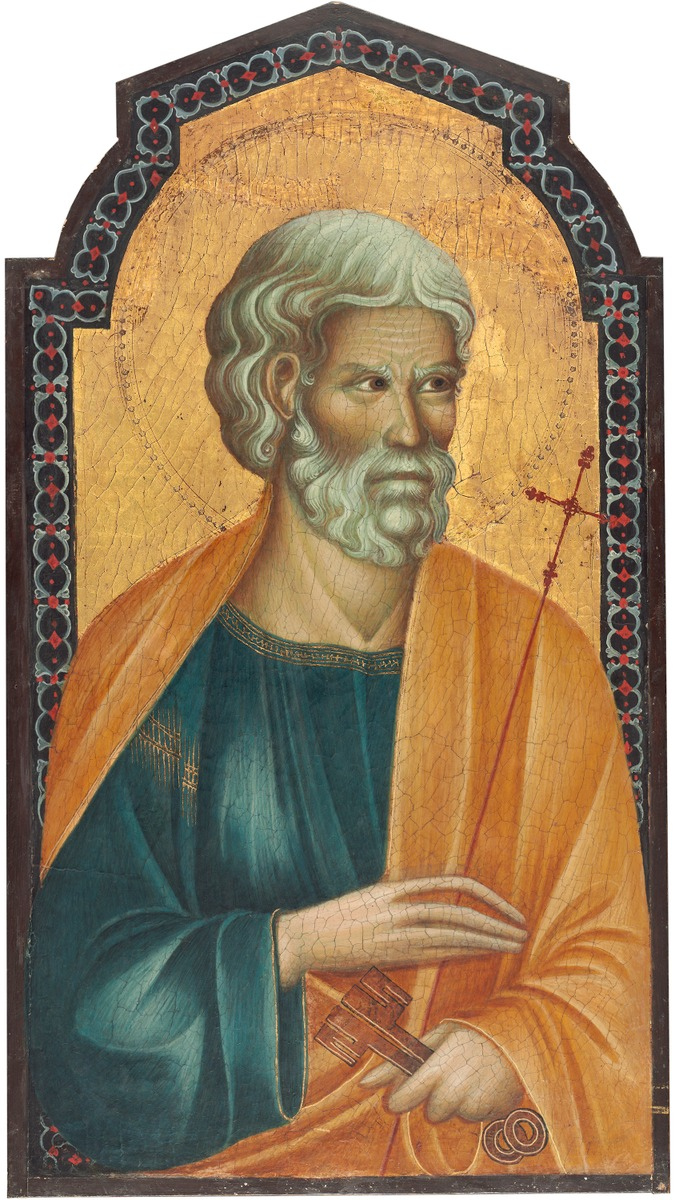
saint Pierre, Washington, National Gallery of Art
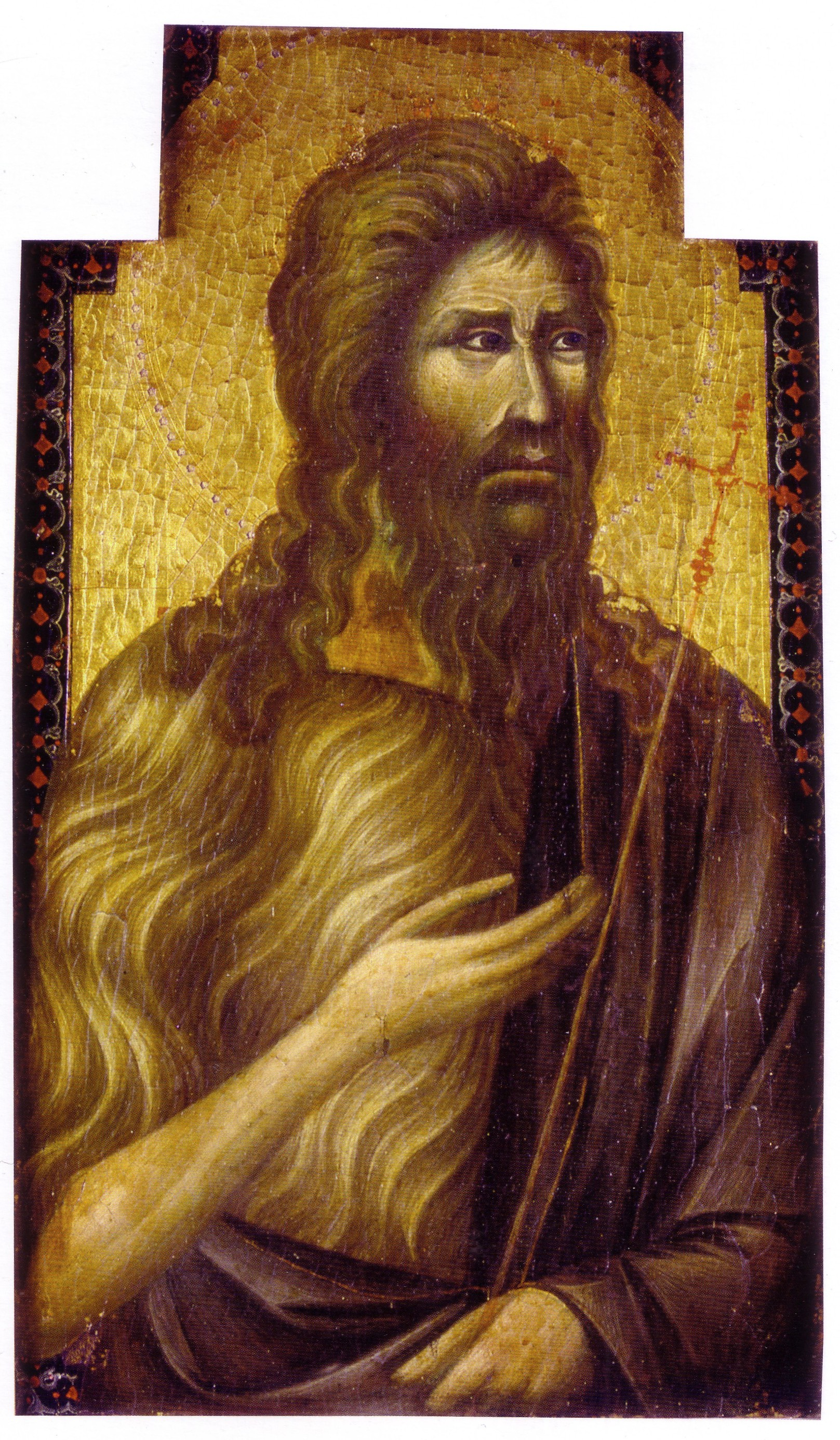
saint Jean-Baptiste, Chambery, Musée des beaux-arts
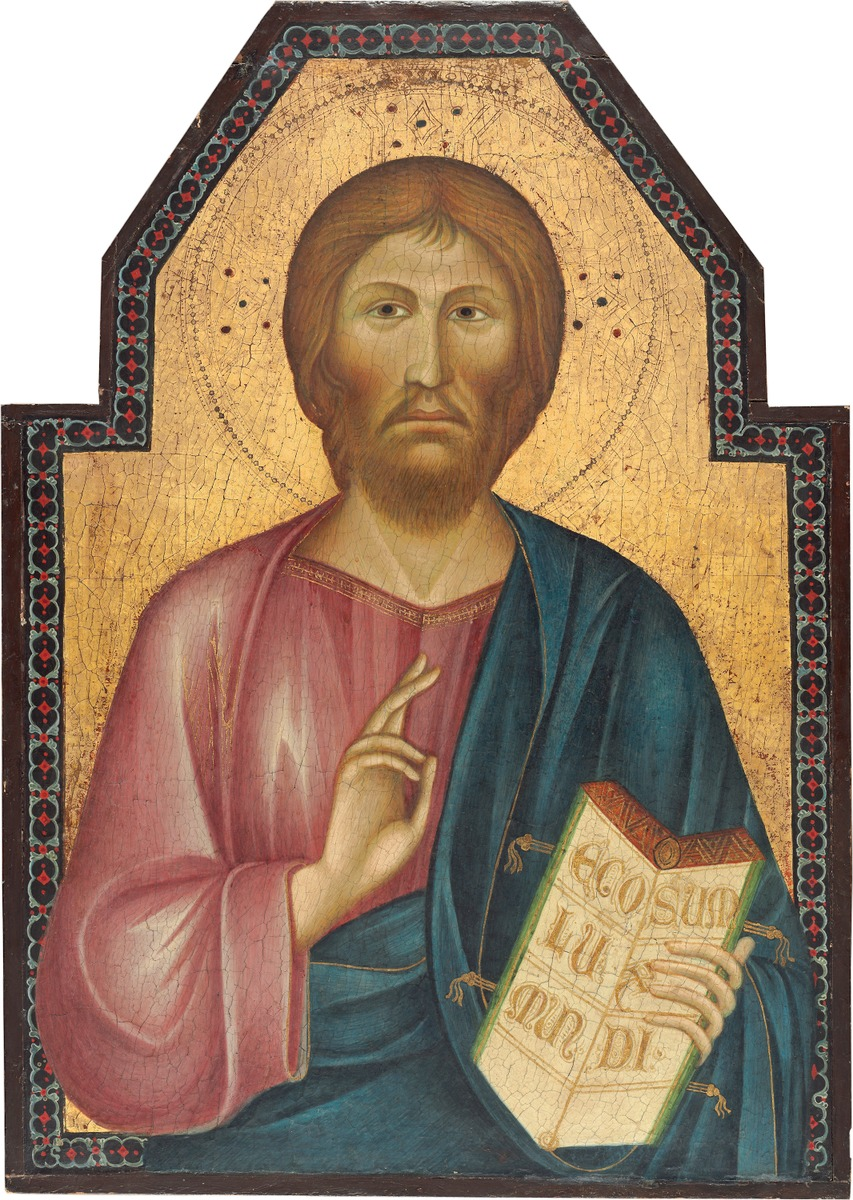
le Christ rédempteur bénissant, Washington, National Gallery of Art
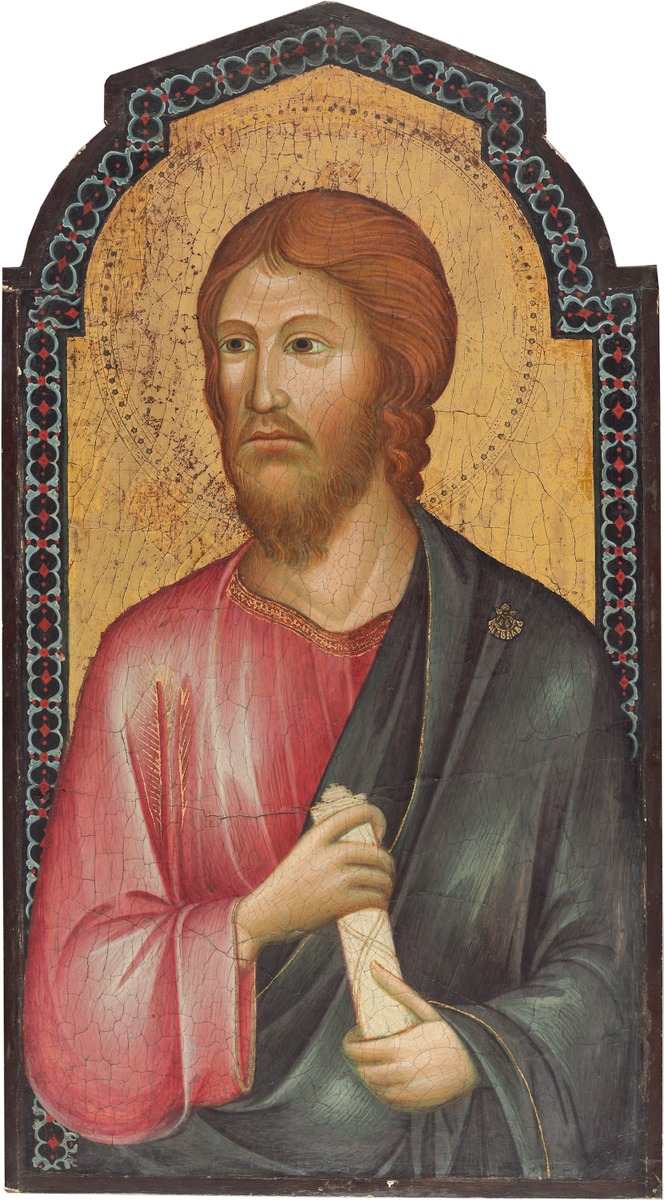
saint Jacques le Majeur, Washington, National Gallery of Art

Le polyptyque Artaud de Montor (c. 1280), aujourd’hui démembré mais qui, en 1843, comprenait encore 5 panneaux liés : Saint Pierre (Washington, National Gallery of Art), Saint Jean Baptiste (Musée des beaux-arts de Chambéry), le Christ rédempteur bénissant (Washington, National Gallery of Art), Saint Jacques (Washington, National Gallery of Art) et Sainte Ursule (?) (localisation inconnue, connue uniquement par une gravure de 1843) montre aussi la forte influence cimabuesque : modelé rendu par des traits clairs, nez en fourche, contours des yeux, etc. Bernard Berenson en 1920 l’avait d’ailleurs attribué à Cimabue lui-même. À noter aussi la forte similitude entre le saint Jean Baptiste de Chambéry et celui représenté sur la Maestà di San Gaggio, confirmant entre autres l’attribution à Grifo.

### Tabernacle de Berlin

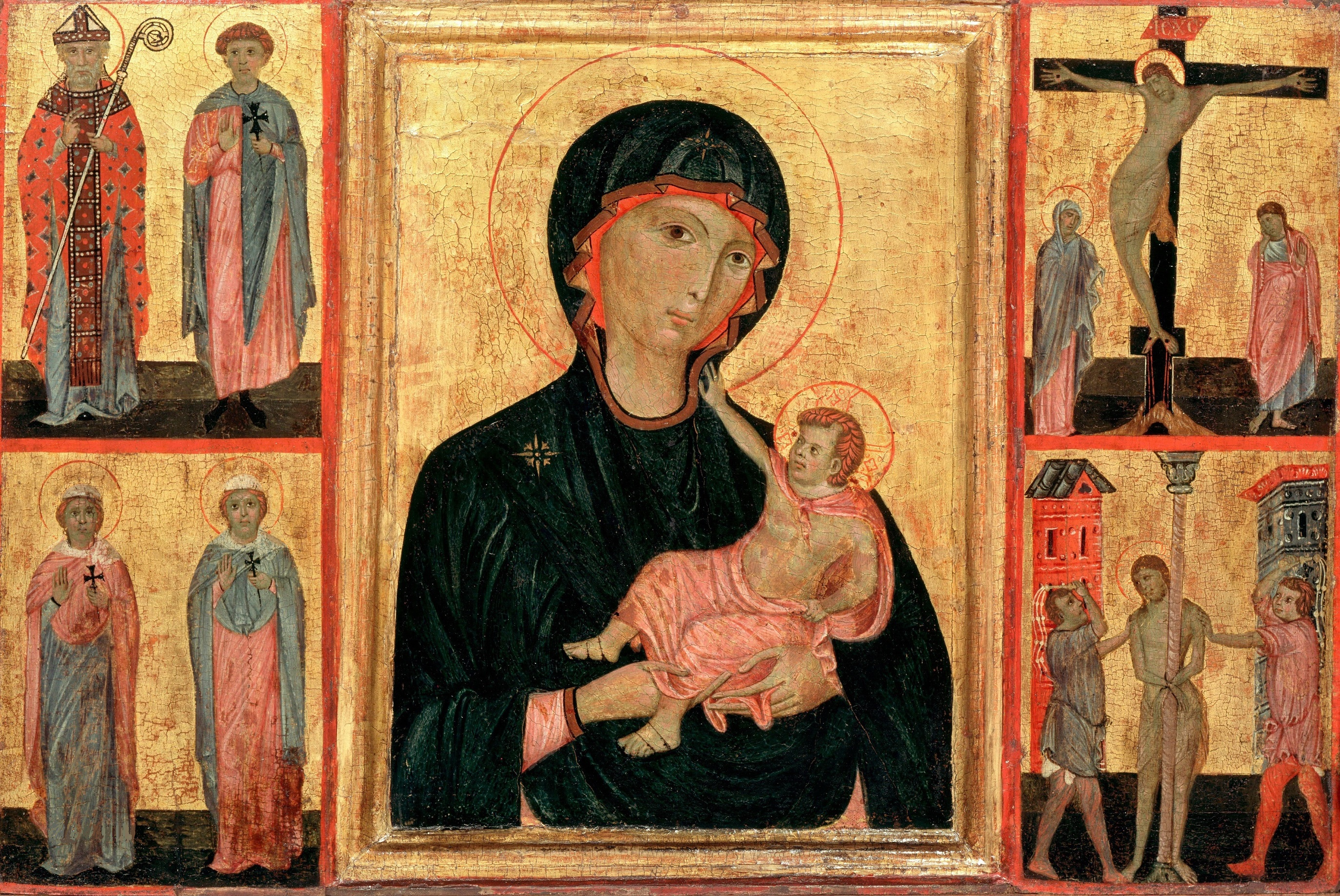
Tabernacle de Berlin
(inv. N1047)

Le tabernacle de Berlin (inv. N.1047), que l’on situe vers 1280-1285, représentant une Vierge à l’Enfant sur le panneau central, entourée à droite d’une Crucifixion et de la Flagellation, et à gauche de quatre saints, fut lui aussi attribué à Cimabue : il n’y a qu’à comparer la vivacité de l’Enfant à celle de la Maestà du Louvre, ou à rapprocher la scène de la Flagellation de celle du panneau de la collection Frick (New York), œuvres de Cimabue contemporaines du panneau berlinois. Quant à la Madone, elle est à rapprocher de la Vierge à l’Enfant de Manfredino da Pistoia, actuellement dans la collection Acton (Florence).
En 1994, Angelo Tartuferi a ajouté au catalogue de Grifo un « petit coffret peint » (c. 1285), remarquablement conservé : on y trouve la représentation de dix saints sur les côtés ainsi que la Vierge, le Christ en Homme de douleurs, saint Jean et sainte Hélène (?) sur le couvercle.

### Tabernacle d’Édimbourg

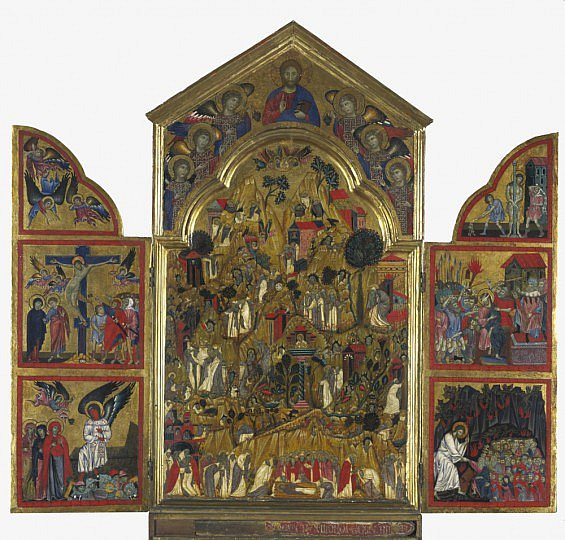
Tabernacle d'Édimbourg
(c. 1290)

Toujours à la même période appartient le magnifique Tabernacle d’Édimbourg (dit aussi panneau Crawfold & Balcarres) (c. 1290). L’iconographie est originale et pourrait reposer sur un modèle byzantin : la partie centrale représente la Mort de saint Ephraïm de Syrie (mort en 373) avec des scènes de la vie des saints de la Thébaïde (premiers ermites vivant dans le désert égyptien, dont saint Jérôme, saint Antoine abbé, et saint Jean l’Égyptien). Au-dessus du pinacle, le Christ Rédempteur avec six anges. Dans les volets sont représentées six scènes de la Passion du Christ, à gauche : les anges en affliction, la Crucifixion, les trois Maries au Tombeau ; à droite : la Flagellation, le Christ aux outrages et la descente aux limbes. C’est a priori sa seule œuvre signée : « H(oc) op(us) q(uod) fec(it) m(agister) Gri(fus) Fl(orentinus) » selon la lecture de Boskovits.
Grifo di Tancredi ne s’est pas contenté d’assimiler le nouveau langage de Cimabue : il fut aussi le maître florentin le plus dynamique et le plus précoce à diffuser la nouvelle esthétique giottesque (l’espace du tableau, le clair obscur, le naturalisme...), et de ce fait il est souvent catalogué comme faisant partie d’un cercle de peintres dit protogiottesques au côté du Maestro della Cappella dei Velluti, de Pacino di Bonaguida, de Lippo di Benivieni, du Maestro della Santa Cecilia, de Jacopo del Casentino par exemple.

### Tabernacle de San Diego

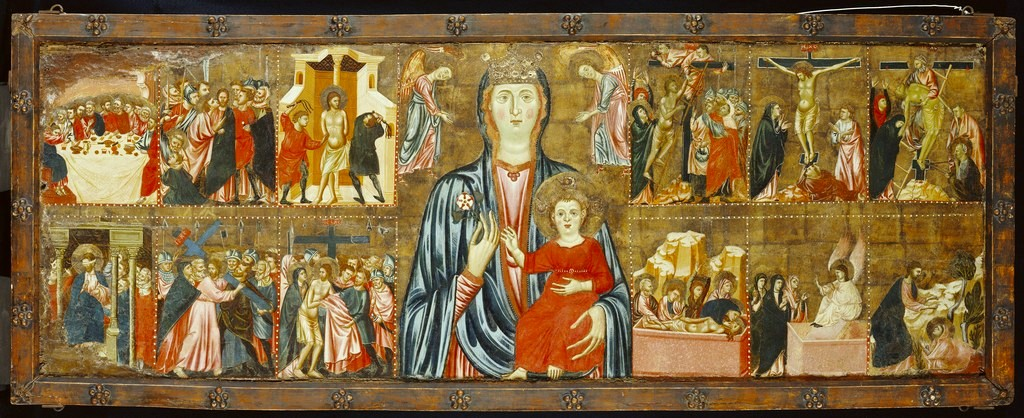
Maître de la Madeleine/Grifo di Tancredi
Tabernacle de San Diego (c.1295)

Une œuvre comme le tabernacle de San Diego (c. 1295), qui semble être le fruit d’une collaboration entre le Maître de la Madeleine (auteur de la Vierge à l’Enfant au centre) et Grifo auteur des 12 Scènes de la Passion réparties de part et d’autre, exacerbe tout à la fois le caractère statique, classique, byzantin, presque maniéré, en tout cas résolument tourné vers les solutions du siècle passé du Maître de la Madeleine, et les aspects novateurs, dynamiques des scènes fébriles peintes par Grifo.

### Maestà de San Gaggio

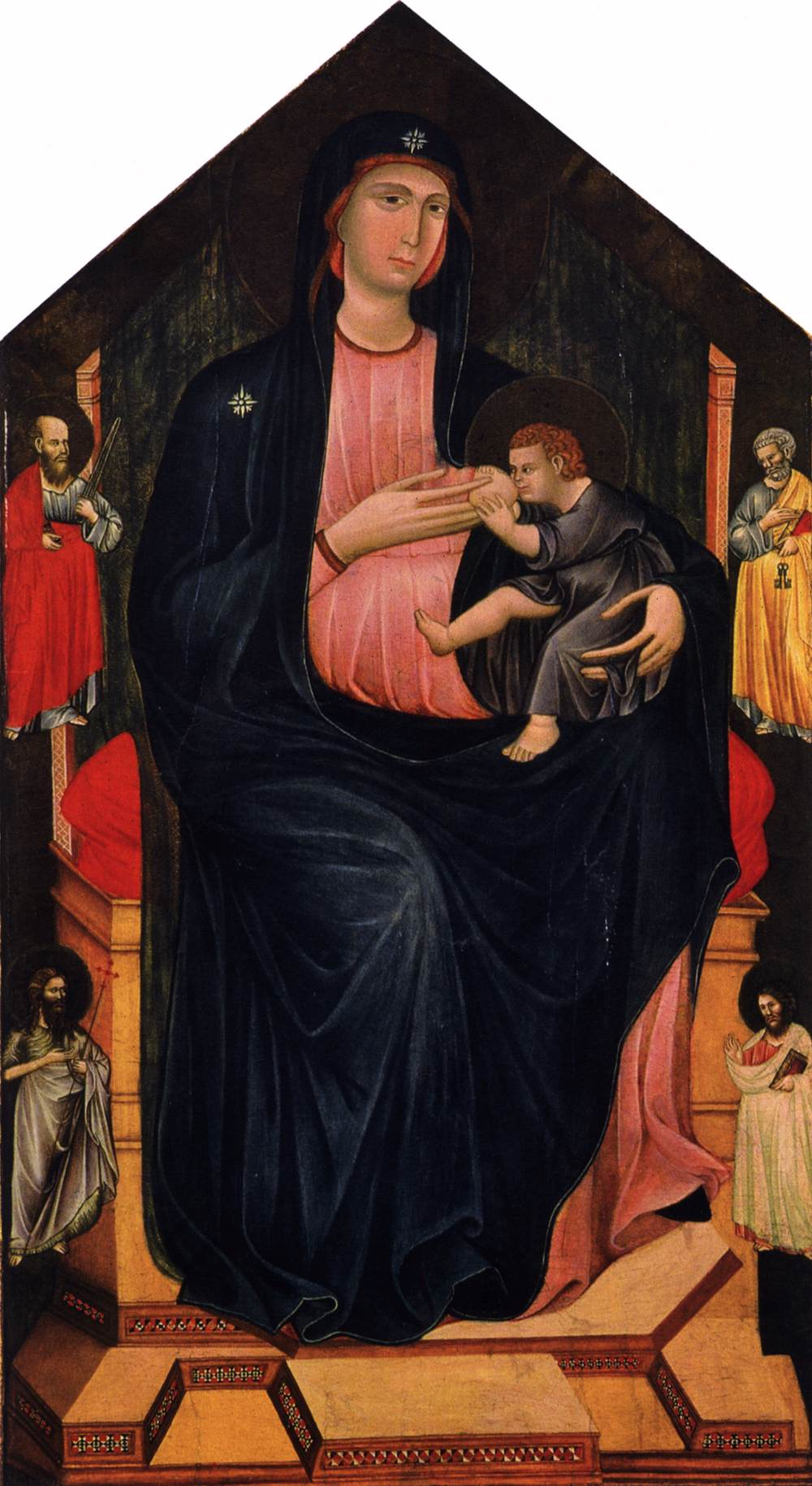
Maestà di San Gaggio
(c. 1300)

Ce mélange d’ancien et de nouveau caractérise aussi la grande Maestà de San Gaggio (c.1300), qui jusqu’en 1988 avait valu à l’auteur la dénomination de Maestro di San Gaggio, une Vierge à l'Enfant sur un trône avec saint Paul, saint Pierre, saint Jean-Baptiste et saint Jean l’Évangéliste, jadis au monastère San Gaggio, maintenant à la Galleria dell'Accademia à Florence. L’influence de Giotto est ici manifeste : dans le manteau de la Vierge (inspiré de la Madonna della Costa ainsi que de la contemporaine Vierge d'Ognissanti), dans les jeux d’ombres et le complexe trône cosmatesque  (qui paraît cependant bien maladroit, soulignant la nouveauté et la difficulté du procédé pour l’atelier de Grifo). L’héritage du Duecento est lui aussi perceptible, notamment dans les figures cimabuesque de la vierge et des quatre saints, figures à la fois vives et solennelles.
Les mêmes constats s’appliquent à deux œuvres de la même période : 
- le Tabernacle d’Oxford (c.1300) reconstitué par Garrison en 1946[3], bien qu'aujourd’hui dispersé entre la Christ Church Gallery à Oxford (Vierge et saint Paul entourés de neuf récits de la Passion du Christ) et l’ancienne collection Sessa à Milan (saint Pierre et neuf épisodes de la vie du Christ),

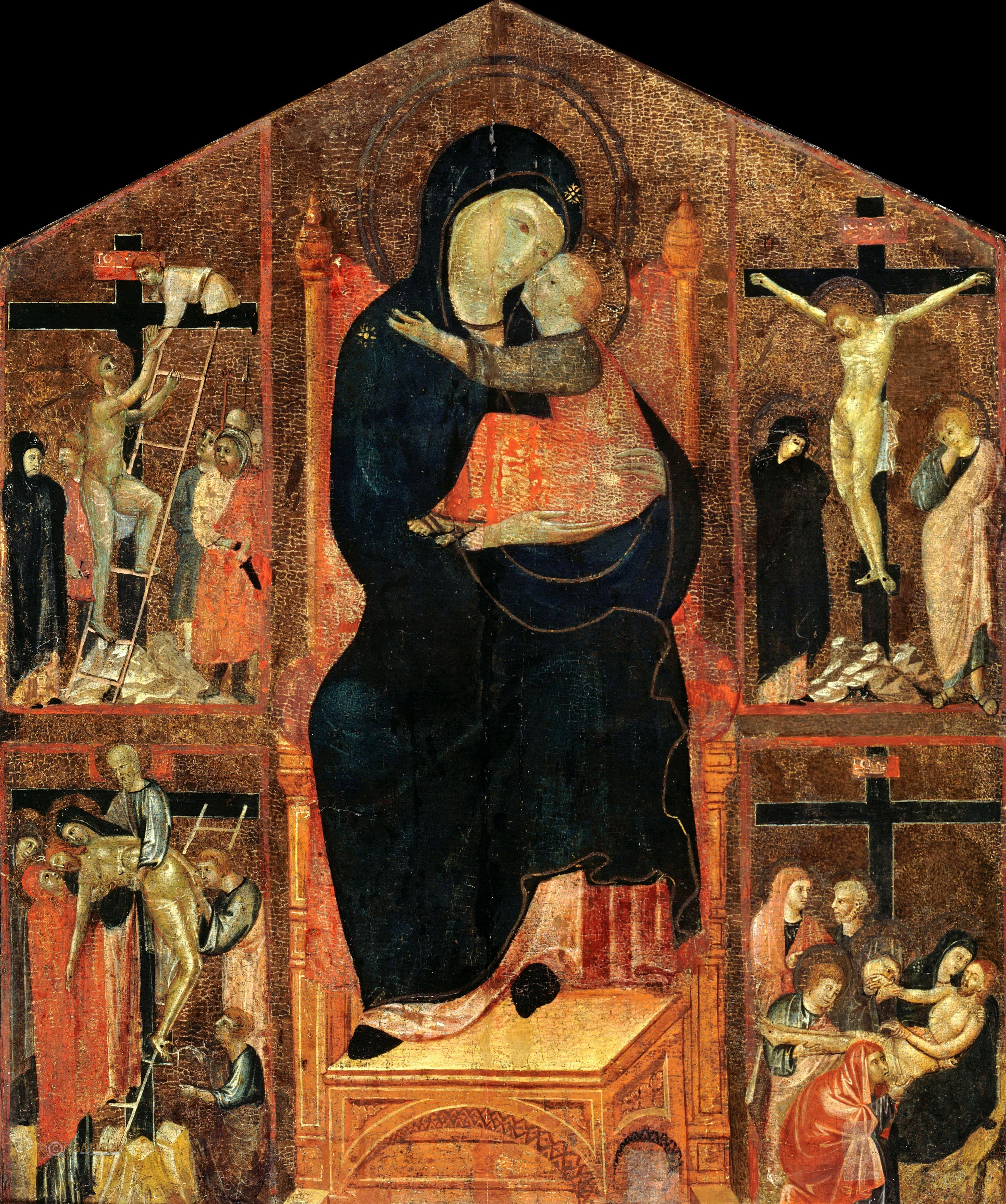
Grande Maestà de Berlin (inv. N.1042)

- et la Grande Maestà de Berlin (c.1300-1305), une Vierge à l’Enfant avec quatre Histoires de la passion du Christ, attribué par Boskovits au peintre.

### Dernières œuvres
Les dernières œuvres identifiées montrent une assimilation de plus en plus fine et personnelle du langage giottesque, notamment dans les trois petits triptyques suivants :

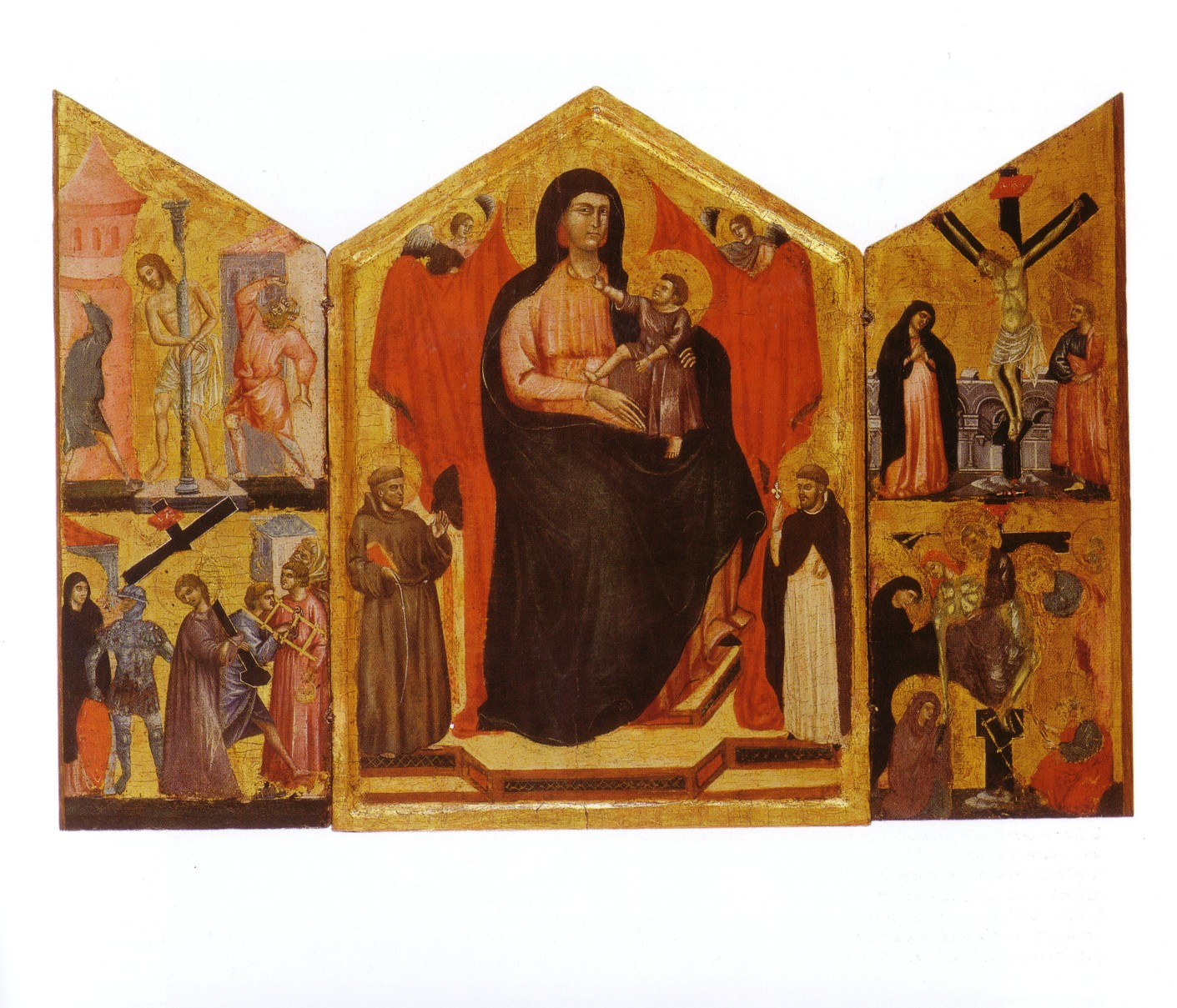
Triptyque Agnew
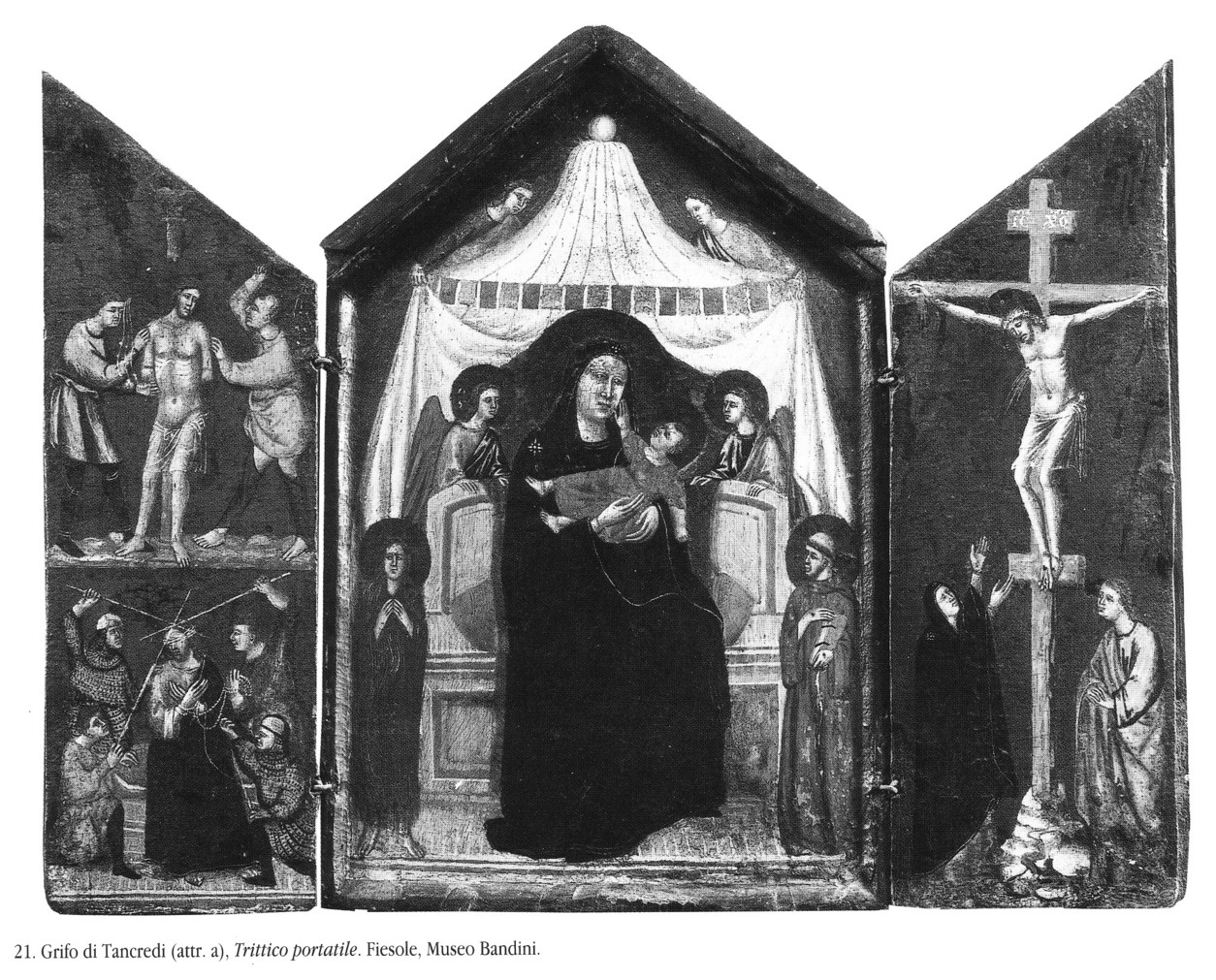
Triptyque Bandini

- le petit Triptyque Agnew (c. 1300-1305)[20],[21] comprend une Vierge à l’Enfant avec saint François et saint Dominique (panneau central), la Flagellation et la Montée au Calvaire (volet gauche), la Crucifixion et la Déposition de Croix sur le volet droit. Il a été attribué à Grifo par Longhi et Boskovits du fait de nombreux points de ressemblances avec la Maestà di San Gaggio,
- le Triptyque de Memphis (c.1305) ajouté par Luciano Bellosi au corpus de Grifo[22],[23],
- enfin le Triptyque du musée Bandini à Fiesole (c. 1305)[24] représentant une Maestà entourée de sainte Madeleine, de saint Francois et d'anges (panneau central), et des scènes de la passion dans les panneaux latéraux : Flagellation et Couronnement d'épines (panneau de gauche) et Crucifixion (panneau de droite). Attribué à Grifo par Conti dès 1983[25] confirmée par Tartuferi en 2003[26], il pose néanmoins le sujet des relations entre Grifo di Tancredi et deux maîtres anonymes florentins du début du XIVe siècle : le Maestro della Santa Cecilia (Bietti en 1993[27]) - le cartel du musée Bandini attribue l'œuvre à un suiveur de ce maître[28] - et le Maestro della Madonna delle Grazie[13].

De cette dernière phase datent les fresques de la chapelle (Oratorio di Sant'Jacopo) à Castelpuci (Firenze) avec les Scènes de la vie de sainte Catherine d’Alexandrie, récemment attribuées à Grifo.
On attribue aussi à Grifo di Tancredi une intervention sur les mosaïques illustrant les Histoires de la Passion  au Baptistère de Florence, ainsi que le Couronnement de la Vierge au revers de la façade du Duomo de Florence à la fin du XIIIe siècle. Mais ces attributions sont actuellement très fortement débattues.
Le nombre d’œuvres parvenues jusqu’à nous, ainsi que le prestige des commandes (il ne faut pas oublier les fresques du Palazzo Vieccho - cf. Biographie) suffiraient à démontrer à la fois la forte activité et la renommée de l’atelier de Grifo di Tancredi à la fin du Duecento et au tournant du Trecento. Mais son rôle majeur restera avant tout d’avoir diffusé très tôt la toute nouvelle esthétique giottesque, notamment auprès de ses contemporains florentins.

## Liste des œuvres attribuées
- Diptyque d'Amsterdam (vers 1280), Rijksmuseum, Amsterdam: 
  - Déposition de croix, tempera sur bois, 18,5 × 18 cm, (inv. SK-A-3392);
  - Mise au tombeau, tempera sur bois, 18,5 × 18 cm, (inv. SK-A-3393)
- Polyptyque Montor (vers 1285), dispersé entre Washington et Chambéry : 
  - saint Pierre, 64,1 × 34,5 cm, National Gallery of Art, Washington, (1937.1.2.a), Andrew W. Mellon Collection
  - le Christ rédempteur bénissant, tempera sur bois, 75,6 × 52,7 cm, National Gallery of Art, Washington, (1937.1.2.b), Andrew W. Mellon Collection
  - saint Jacques le Majeur, tempera sur bois, 64,8 × 34,6 cm, National Gallery of Art, Washington, (1937.1.2.c), Andrew W. Mellon Collection
  - saint Jean-Baptiste, tempera sur bois, 58,9 × 35,1 cm, Musée des beaux-arts de Chambéry (inv. M953)
- Tabernacle de Berlin (vers 1285), tempera sur bois, 39 × 59 cm, Gemäldegalerie, Berlin (inv. N.1047)
- Coffret peint (Cofanetto) (vers 1285), 28 × 23,5 × 35cm, anciennement collection Odescalchi, aujourd'hui collection privée
- Tabernacle d’Édimbourg (vers 1290), triptyque, tempera sur panneau de bois, 119 × 125 cm, National Gallery of Scotland, Édimbourg, prêt du comte Crawfold & Balcarres (inv. NGL 022.79 A)
- Scènes de la vie du Christ du Tabernacle de San Diego (vers 1295), tempera sur bois, 67,3 × 179,4 cm, Galerie Timken, San Diego
- Maestà de San Gaggio (vers 1300), 205 × 115 cm, Galleria Dell’Accademia, Firenze (inv. 1890 N.6115)
- Tabernacle d’Oxford (vers 1300) dispersé: 
  - Madone et saint Paul entourés de neuf récits de la Passion du Christ, 57 × 45 cm, Christ Church Gallery, Oxford
  - saint Pierre et neuf épisodes de la vie du Christ, collection privée
- Grande Maestà de Berlin (vers 1300-1305): 78 × 67,5 cm, Gemäldegalerie, Berlin (inv. N.1042)
- Triptyque Agnew (vers 1300-1305), 46,3 × 68,5 cm, collection privée
- Triptyque de Memphis (vers 1305), Brooks Memorial Art Gallery, Memphis
- Triptyque du musée Bandini (vers 1305), tempera sur panneau de bois, 43 × 34 cm, Museo Bandini, Fiesole
- Fresques de la chapelle à Castelpuci (vers 1305), Firenze
- Christ en homme de douleurs, la Vierge pleurant et saint Jean l'Évangéliste, peut-être sainte Ursule ; dix saintes vierges martyres et des anges, vers 1285 ou 1307, tempera et or sur bois d'une châsse, collection Alana 2011[32].